# Viviano Orfini
Viviano kardinal Orfini, italijanski rimskokatoliški duhovnik, škof in kardinal, * 23. avgust 1751, Foligno, † 8. maj 1823.

## Življenjepis
10. marca 1823 je bil povzdignjen v kardinala.